# Agua Iglesia, San José Tenango
Agua Iglesia är en ort i Mexiko.   Den ligger i kommunen San José Tenango och delstaten Oaxaca, i den sydöstra delen av landet, 290 km sydost om huvudstaden Mexico City. Agua Iglesia ligger 323 meter över havet och antalet invånare är 115.
Terrängen runt Agua Iglesia är huvudsakligen kuperad, men åt nordost är den platt. Runt Agua Iglesia är det ganska tätbefolkat, med 86 invånare per kvadratkilometer. Närmaste större samhälle är Isla Soyaltepec, 18,0 km öster om Agua Iglesia. I omgivningarna runt Agua Iglesia växer i huvudsak städsegrön lövskog.